# Ca n'Amat de la Muntanya
Ca n'Amat de la Muntanya és una masia del municipi de Terrassa, protegida com a bé cultural d'interès local. És situada al nord-oest de Terrassa, vora la carretera de Rellinars (B-122), al nord del barri del Poblenou. S'aixeca als anomenats Plans de Ca n'Amat, entre els torrents de Ca n'Amat, a l'est, i de la Xoriguera, a l'oest. Es troba en terrenys del Parc Agroforestal de Terrassa.

## Descripció
La masia és formada per un cos principal de grans dimensions i diversos cossos adjacents, a més de les dependències que l'envolten. El cos principal és de planta rectangular, amb planta baixa i dos pisos. La coberta és a dues aigües. La façana, orientada a migdia, és perpendicular al carener i de composició gairebé simètrica. El portal d'accés és d'arc de mig punt adovellat i està flanquejat per dues finestres de grans dimensions i una de petita. Al primer pis hi ha un balcó de ferro forjat, damunt del portal, i tres finestres. Al segon pis hi ha una sèrie de finestres d'arc de mig punt formant una galeria i dues de més petites flanquejant-les. L'estuc de la façana és de color groguenc. Just al davant de la masia hi ha l'era.

## Història
Els reis Alfons XIII i Victòria Eugènia van estar en aquest mas els anys 1924 i 1929. Prop d'aquesta residència s'han trobat restes d'enterraments i paviments d'època romana i que corresponen a les restes d'una vil·la romana.